# Куда иду дивље свиње
Куда иду дивље свиње је југословенска серија, снимљена 1971. године. Серија има 10 епизода. Сценарио је написао Иво Штивичић, а режирао је Иван Хетрих.

## Радња
Радња серије одвија се 1943. године на периферији Загреба, и описује сукобе две конкурентске шверцерске екипе; једну предводи Црни Роко (Љубиша Самарџић), а другу Верига (Јован Личина), док се све дешава под будним оком жандармеријског наредника Мила Врбице (Фабијан Шоваговић). 
Иако је снимљена седамдесетих година, у серији нема ни трага од партизана, револуције или других идеолошких елемента типичних за серије из овог периода. Упркос томе емитовала се захваљујући заузимању књижевника Мирослава Крлеже и политичара Владимира Бакарића. 

## Улоге
| Глумац             | Улога                     |
| ------------------ | ------------------------- |
| Љубиша Самарџић    | Црни Рок (10 еп. 1971)    |
| Фабијан Шоваговић  | Миле Врбица (10 еп. 1971) |
| Иво Сердар         | Шојка (10 еп. 1971)       |
| Миодраг Лончар     | Лујо (10 еп. 1971)        |
| Младен Црнобрња    | Плик (10 еп. 1971)        |
| Гордан Пичуљан     | Шарац (10 еп. 1971)       |
| Јован Личина       | Верига (9 еп. 1971)       |
| Илија Џувалековски | Професор (9 еп. 1971)     |
| Весна Малохоџић    | Јелена (9 еп. 1971)       |
| Бранислав Петровић | Гризл (9 еп. 1971)        |
| Мирко Краљев       | Ромел (9 еп. 1971)        |
| Звонимир Торјанац  | Камило Лисац (8 еп. 1971) |
| Сабрија Бисер      | Мољац (8 еп. 1971)        |
| Драго Митровић     | Прота (7 еп. 1971)        |
| Тихомир Поланец    | Гроф (7 еп. 1971)         |
| Изет Хајдархоџић   | Паганини (6 еп. 1971)     |
| Круно Валентић     | Железничар (6 еп. 1971)   |
| Боривој Шембера    | Полицајац (6 еп. 1971)    |
| Здравко Смојвер    | Полицајац (6 еп. 1971)    |

 Остале улоге  ▼
| Глумац                 | Улога                                                     |
| ---------------------- | --------------------------------------------------------- |
| Светлана Бојковић      | Вера (5 еп. 1971)                                         |
| Златко Црнковић        | Вено (5 еп. 1971)                                         |
| Мајда Грбац            | Ленка (5 еп. 1971)                                        |
| Деметер Битенц         | (5 еп. 1971)                                              |
| Борис Фестини          | Веригин шофер (5 еп. 1971)                                |
| Златко Мадунић         | Кинез (4 еп. 1971)                                        |
| Адем Чејван            | Чапља (4 еп. 1971)                                        |
| Звонко Лепетић         | шофер Љубо (4 еп. 1971)                                   |
| Адам Ведерњак          | Домобран (4 еп. 1971)                                     |
| Драган Миливојевић     | (4 еп. 1971)                                              |
| Душко Валентић         | Томахавка (4 еп. 1971)                                    |
| Дубравко Орешковић     | (4 еп. 1971)                                              |
| Невенка Бенковић       | Тетка (4 еп. 1971)                                        |
| Људевит Галић          | Млинар Гашпар (3 еп. 1971)                                |
| Јелица Влајки          | Мајка браће Гавран (3 еп. 1971)                           |
| Бисерка Алибеговић     | Венова супруга (3 еп. 1971)                               |
| Ангел Палашев          | Гавро, млинаров син (3 еп. 1971)                          |
| Добрила Бисер          | Мађарица (3 еп. 1971)                                     |
| Наташа Маричић         | Френтерица (3 еп. 1971)                                   |
| Берислав Кокот         | (3 еп. 1971)                                              |
| Мира Зупан             | Марта Горјански (2 еп. 1971)                              |
| Звонимир Јурић         | Бартол Фијаћко (2 еп. 1971)                               |
| Иво Пајић              | Јакша (2 еп. 1971)                                        |
| Семка Соколовић Берток | Кројачица (2 еп. 1971)                                    |
| Крешимир Зидарић       | Стипе 'Крвaви' Кукољa (2 еп. 1971)                        |
| Емил Глад              | (2 еп. 1971)                                              |
| Татјана Бељакова       | Локмарка (1 еп. 1971)                                     |
| Павле Богдановић       | Поп Иван (1 еп. 1971)                                     |
| Борис Михољевић        | Легионар Борис (1 еп. 1971)                               |
| Фрањо Фрук             | Јуре (1 еп. 1971)                                         |
| Едо Перочевић          | Скелар (1 еп. 1971)                                       |
| Јасна Михаљинец        | Медицинска сестра (1 еп. 1971)                            |
| Вјенцеслав Капурал     | Заставник Врбан (1 еп. 1971)                              |
| Јосип Хеинз            | Њемачки каплар (1 еп. 1971)                               |
| Виктор Лељак           | Сељак са косаром (1 еп. 1971)                             |
| Анте Дулчић            | Усташа (1 еп. 1971)                                       |
| Мартин Сагнер          | Преводилaц (1 еп. 1971)                                   |
| Стјепан Бахерт         | Њемачки војник у млину (1 еп. 1971)                       |
| Стеван Пајић           | (1 еп. 1971)                                              |
| Мирјана Пичуљан        | Господична Реја (1 еп. 1971)                              |
| Нада Абрус             | Кинезова супруга (1 еп. 1971)                             |
| Владимир Бошњак        | Франц Најман, културбандовац, власник дућана (1 еп. 1971) |
| Божидар Смиљанић       | (1 еп. 1971)                                              |
| Тања Бабић             | (1 еп. 1971)                                              |
| Никола Цар             | (1 еп. 1971)                                              |
| Мурат Хајдер           | Фердо Горјански (1 еп. 1971)                              |
| Грета Винковић         | Весела Тонка (1 еп. 1971)                                 |
| Маријан Радмиловић     | Усташа (1 еп. 1971)                                       |
| Ђуро Утјешановић       | (1 еп. 1971)                                              |
| Фрањо Јурчец           | Усташа (1 еп. 1971)                                       |
| Драгомир Станојевић    | (1 еп. 1971)                                              |

Комплетна ТВ екипа  ▼
| Редитељ              | Иван Хетрих       | (10 еп. 1971)                              |
| Сценариста           | Иво Штивичић      | (10 еп. 1971)                              |
| Композитор           | Миљенко Прохаска  | (10 еп. 1971)                              |
| Директор фотографије | Миливој Визинтин  | (непознат број епизода)                    |
| Монтажер             | Радојка Танхофер  | (10 еп. 1971)                              |
| Сценограф            | Душан Јеричевић   | (10 еп. 1971)                              |
| Уметнички директор   | Ивица Спорчић     | (непознат број епизода)                    |
| Костимограф          | Ксенија Јеричевић | (10 еп. 1971)                              |
| Одсек за шминку      | Аугуста Пелзер    | шминкерка (непознат број епизода)          |
| Помоћник режије      | Вања Пинтер       | 2 помоћник редитеља (10 еп. 1971)          |
| Помоћник режије      | Златко Судовић    | помоћник редитеља (непознат број епизода)  |
| Одсек за монтажу     | Димитар Грбевски  | асистент монтажера (непознат број епизода) |
| Одсек за монтажу     | Мира Грујић       | асистент монтажера (непознат број епизода) |